# ETwinning
eTwinning — це ініціатива Європейської комісії з заохочення європейських шкіл до співпраці з використанням інформаційно-комунікаційних технологій. Вчителі, зареєстровані на онлайн-платформі eTwinning, можуть формувати партнерства та розробляти спільні освітні проєкти з будь-якої предметної області. Загальними умовами є використовувати ІКТ для розробки свого проєкту та співпраця з учителями з інших європейських країн. Україна стала учасницею eTwinning у 2013 році.

## Діяльність
Управління eTwinning здійснює Центральна служба підтримки (CSS), яка працює за контрактом з Європейською комісією. Національні організації підтримки (NSO) відповідають за реєстрацію нових користувачів, просування eTwinning у своїх країнах, допомогу вчителям у створенні та реалізації їхніх освітніх проєктів.
Кожен учасник ініціативи отримує «Мій eTwinning» — особистий простір, де слідкує за участю в різних заходах і розвитком проєктів, до яких залучений.
Учасники ініціативи отримують доступ до «кімнат» і «груп», де можуть спілкуватися та обмінюватися електронними файлами. Існують спеціальні групи, модеровані досвідченими учасникими eTwinning.
Проєкти eTwinning дозволяють реалізувати певну ідею за участю двох або більше вчителів та їхніх учнів з метою здобуття учнями ключових компетентностей. Для кожного проєкту виділяється платформа TwinSpace, доступ куди мають лише учасники проєкту та обрані гості.

## Історія
eTwinning започатковано в січні 2005 року. Спочатку учасниками були лише країни-члени ЄС або кандидати на вступ до ЄС, а також країни-члени Європейської асоціації вільної торгівлі.
Упродовж першого року до eTwinning долучилися понад 13 тис. шкіл. У 2008 році було зареєстровано понад 50 тис. вчителів та 4 тис. проєктів, а також було запущено нову платформу eTwinning. До 2021 року понад 226 тис. шкіл взяли участь у цій роботі.
На початку 2009 року девіз eTwinning змінився з «Шкільне партнерство в Європі» на «Спільнота для шкіл у Європі».
2013 року на базі Східного Партнерства Європейського Союзу до eTwinning залучено сусідні країни в межах спеціально створеної платформи eTwinning Plus: Україну, Грузію, Молдову, Вірменію, Азербайджан і Туніс.
У 2022 році eTwinning перейшов на нову платформу European School Education Platform (ESEP), що включає School Education Gateway (SEG).
На початку 2024 року в Україні поновив свою роботу Національний офіс підтримки Програми eTwinning  (National Support Office — NSO).